# Bayerischer Filmpreis
Il Bayerischer Filmpreis è un premio cinematografico tedesco organizzato annualmente dal governo bavarese a partire dal 1979, come riconoscimento per i "risultati eccezionali nella produzione cinematografica tedesca".

## Il premio
Rappresenta il premio cinematografico tedesco più importante dopo il Deutscher Filmpreis. La cerimonia di premiazione si svolge il terzo venerdì del mese di gennaio presso il Prinzregententheater di Monaco di Baviera, prima del 2005 e nel 2009 si è svolta al Teatro Cuvilliés.
La giuria, che ha il compito di giudicare la produzione cinematografica dell'anno precedente, è composta da undici membri nominati dalla Bayerische Staatskanzlei (Cancelleria di Stato bavarese) per tre anni. L'ammontare complessivo dei premi in denaro è di 300.000 euro, di cui 200.000 euro sono destinati al miglior produttore per essere utilizzati per la produzione di un nuovo lungometraggio. Oltre al premio in denaro, i vincitori in ciascuna categoria ricevono una statuetta raffigurante il personaggio della commedia dell'arte Pierrot ideata da Francesco Antonio Bustelli e prodotta nella fabbrica di porcellana di Nymphenburg.

## Categorie in concorso
- Miglior produttore
- Miglior regista
- Miglior attore
- Migliore attrice
- Migliore sceneggiatura
- Migliore fotografia
- Miglior montaggio
- Migliore musica
- Migliore scenografia
- Miglior giovane attore
- Miglior giovane attrice
- Miglior giovane talento
- Miglior documentario
- Miglior film giovanile
- Premio speciale

Inoltre, il Ministro presidente della Baviera può assegnare un premio onorario ed è previsto pure un premio del pubblico.